# Aloha (film)
Aloha är en amerikansk romantisk komedi- och dramafilm från 2015. Filmen är skriven, producerad och regisserad av Cameron Crowe. Filmens skådespelare är bland andra Bradley Cooper, Emma Stone, Rachel McAdams, Bill Murray, John Krasinski, Danny McBride och Alec Baldwin. Filmen släpptes den 29 maj 2015 och har överlag fått medelmåttiga till negativa recensioner.